# IC 124
IC 124 ist ein Stern im Sternbild Cetus in der Umgebung des Himmelsäquators, der am 3. Dezember 1891 vom französischen Astronomen Stéphane Javelle entdeckt wurde.